# Pokolj u Vitezu 10. lipnja 1993.
Pokolj u Vitezu bio je ratni zločin koji su počinile bošnjačko-muslimanske snage nad Hrvatima tijekom agresije na prostore Hrvata Srednje Bosne. Počinile su ga 10. lipnja 1993. godine. Pripadnici Armije Republike Bosne i Hercegovine ispalili su granatu na dječje igralište u Vitezu, pri čemu je poginulo je 8 djece dobi od 9 do 15 godina.
10. lipnja 1993. u Vitezu, oko 20 sati i 45 minuta, doletjela je granata s položaja tzv. Armije RBiH, kalibra 120 mm, i pala dva metra od 14-ero djece u igri na dječjem igralištu. Na licu mjesta je poginulo petero, a u bolnici od posljedica ranjavanja troje djece u dobi od 9 do 15 godina. Ostalih šestero djece je bilo ranjeno. Razorna moć granate vidjela se po tome što su roditelji svoju djecu prepoznavali po odjeći i obući. Video snimak tog stravičnog događaja, zbog brutalnosti, nije htjela objaviti nijedna inozemna TV mreža. Na težini zločina daje činjenica da je dan ranije sastavljen sporazum o prestanku sukoba između sukobljenih strana, koji su potpisali u Kiseljaku general Milivoj Petković (načelnik Glavnog stožera HVO) i general Rasim Delić (načelnik Glavnog štaba Armije BiH), a u kalendarskom danu kad je zločin počinjen, nekoliko sati prije zločina, sporazum je proširen i potpisan i stupio je na snagu.
Za počinjeni zločin još nitko nije procesuiran.
S koliko su nesklonosti Hrvatima pojedini inozemni mediji izvješćivali, pokazuje primjer jedne švicarske televizije koja je za nekoliko dana objavila laž da je riječ o događaju gdje su “Hrvati pobili muslimansku djecu”.

## Imena poginule djece
- Sanja Garić (1975.)[6][4]
- Milan Garić (1981.) - brat Sanje Garić[6][4]
- Dragan Ramljak (1978.)[6][4]
- Dražen Čečura (1978.)[6][4]
- Boris Antičević (1983.)[6][4]
- Sanja Križanović (1978.)[6][4]
- Augustina Grebenar (1984.)[6][4]
- Velimir Grebenar (1981.) - brat Augustine Grebenar[6][4]

Kontroverzna je činjenica da su se poginula djeca inače svakodnevno igrala s muslimanskom djecom, koja se na dan masakra nisu došla igrati. Stoga se sumnja, da su bila upozorena na vjerojatno isplanirani napad.